# GUPPY
El GUPPY es una serie de sumergibles modernizados en los Estados Unidos. Terminada la Segunda Guerra Mundial, la Armada de los Estados Unidos inicia una modernización de su flota de sumergibles Clase Balao a partir de los estudios realizados en los submarinos alemanes de la Clase XXI. El programa se llamó GUPPY (Greater Underwater Propulsion, la Y para tomar el nombre de un pez: el guppy). Se modificaron 49 unidades. Con este programa la Armada de Estados Unidos confiaba mejorar las prestaciones de su flota de submarinos construidos durante la Segunda Guerra Mundial, a la espera de la nueva generación de naves de propulsión nuclear.

## Modificaciones
Principales mejoras que se les efectuaron a los Guppy II y 1 A:
- Mejora de las líneas hidrodinámicas
- Eliminación de protuberancias
- Vela y partes de la superestructura de plástico reforzado
- Baterías mejoradas
- Recarga de baterías más rápida, agitador de electrólito
- Extracción y ventilación de gases más rápida
- Instalación de snorkel
- Sextante en el periscopio de observación
- Domo sonar BQR2 debajo de la popa
- Cuarto de sonar en nueva ubicación
- Equipo de contramedidas mejorado
- Sistema de control de fuego TDC y equipamiento electrónico nuevo
- Mayor autonomía, mayor velocidad de inmersión
- Conversión del tanque de lastre N.º 7 en depósito/pañol
- Se les retiró un ancla
- En los Guppy II se reemplazó el cuarto motor diésel por un motor para generar una cortina de burbujas - Prairie Masker -, mediante una tubería alrededor de la nave para enmascarar el ruido producido por el accionamiento de los motores en snorkel.

## Submarinos vendidos a la Armada Argentina
Dos submarinos de esta clase fueron recibidos en 1971 por la Armada Argentina. Uno de ellos, denominado ARA Santiago del Estero (S-22) prestó servicios hasta que fue radiado en diciembre de 1981, y el segundo, denominado ARA Santa Fe (S-21) (antes USS Catfish (SS-339)) fue utilizado en 1982 durante la Guerra de Malvinas y capturado por fuerzas británicas, siendo hundido en las costas de las Islas Georgia del Sur.

## Submarinos vendidos a la Armada Española

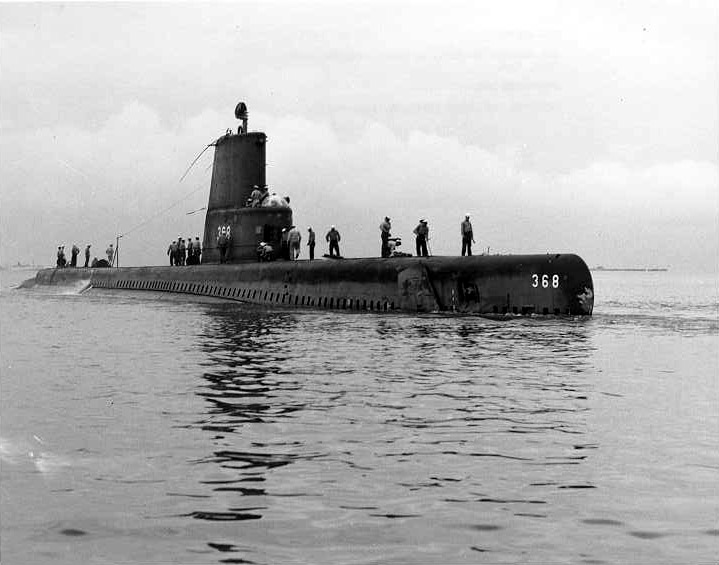
USS Jallao (SS 368).

Cuatro submarinos de esta clase fueron recibidos entre 1971 y 1973 por la Armada Española. Se trataba de los USS Ronquil (SS-396), USS Picuda (SS-382), USS Bang (SS-385) y USS Jallao (SS-368), todos ellos Guppy IIA, que fueron rebautizados como Isaac Peral (S-32), Narciso Monturiol (S-33), Cosme García (S-34) y Narciso Monturiol (S-35). El S-33 fue retirado por avería en el sistema de propulsión en 1975, pasando parte de sus equipos al Almirante García de los Reyes (S-31), que era un Balao sin la modernización Guppy. Los demás causaron baja a comienzos de los años 80 e hicieron de puente hasta la llegada de los clase Galerna.